# Endstation Schafott
Endstation Schafott (Originaltitel: Deux hommes dans la ville) ist ein französisch-italienisches Filmdrama aus dem Jahr 1973. Der Film wird auch unter den deutschen Alternativtiteln Zwei Männer in der Stadt und Der tödliche Kreis gezeigt.

## Handlung
Germain Cazeneuve ist ein alter, erfahrener Bewährungshelfer kurz vor der Pensionierung. Er kümmert sich um den frisch entlassenen Gino Strabliggi. Dieser hatte zehn Jahre wegen Bankraubs im Gefängnis gesessen. Germains Familie nimmt Gino herzlich auf. Der Entlassene ist eingeschränkt durch diverse Aufenthaltsverbote – unter anderem für Paris – und muss sich regelmäßig bei der Polizei melden. Strabliggi versucht wieder Fuß zu fassen und eine Arbeit zu finden. Mit seiner Frau Sophie ist er oft bei Cazeneuves Familie zu Gast. Mit dem Tod seiner Frau bei einem Verkehrsunfall (bei dem er am Steuer saß, an dem er aber keine Schuld trägt) muss er zunächst einen schweren Schicksalsschlag hinnehmen. Er widersteht dem Drängen seiner ehemaligen Komplizen, wieder ins Verbrecherleben einzusteigen. Cazeneuve vermittelt ihm eine Arbeitsstelle in einer Druckerei in Montpellier, wo er nun selbst wohnt. Seine Freizeit verbringt er vor allem mit Cazeneuves erwachsenen Kindern Evelyne (die sich in ihn unerwidert verliebt) und Frédéric.
Gino kommt langsam wieder auf die Beine und beginnt auch eine neue Liebesbeziehung mit der Bankangestellten Lucie. Doch dann trifft er eines Tages auf dem Polizeirevier, wo er sich alle 14 Tage melden muss, Inspektor Goitreau wieder, der ihn einst verhaftete und nun nach Montpellier versetzt wurde. Goitreau glaubt generell nicht an Resozialisierung und fühlt sich auch in diesem Fall bestätigt, als er Strabliggi bei einem verdächtigen Zusammentreffen beobachtet. Er lädt ihn vor, sperrt ihn zwei Tage ein und beschafft sich bei einer Hausdurchsuchung die Adresse von Bandenchef Marcel, die dieser Gino – von Goitreau beobachtet – zugesteckt hatte. Goitreau ist überzeugt, dass Gino und die Bande ein „großes Ding“ planen und dass Gino auch die Beziehung zu Julie nur begonnen hat, um an Informationen über die Bank zu kommen. Tatsächlich hatte Gino Marcel bei jenem Zusammentreffen erneut abgesagt. Die Bande wird observiert und geht der Polizei prompt in die Falle. Marcel wird bei der Verhaftung schwer angeschossen. Goitreau suggeriert ihm, Gino habe den Coup verraten. Außerdem setzt er Lucie unter Druck.
Immer enger zieht Goitreau die Schlinge um Ginos Hals, wobei er auch Provokation, Verleumdung und Beleidigung als Mittel einsetzt. Selbst Goitreaus Vorgesetzter hält ihn für übereifrig und von Ressentiment getrieben, es gebe doch keinen Beweis für Ginos Schuld. Als Gino nach Hause kommt und sieht, wie Goitreau Lucie unter Druck setzt und an die Wange fasst, dreht er durch und tötet Goitreau in einem Wutanfall. Cazeneuve kann Gino nicht mehr helfen. Er wird für diesen Mord in einem Strafprozess zum Tode verurteilt. Berufung und Gnadengesuche scheitern; Gino wird mit dem Fallbeil hingerichtet. Seine Strafverteidigerin und Cazeneuve begleiten ihn bis zum Schluss und werden Zeugen der Hinrichtung. Als der desillusionierte Cazeneuve nach der Hinrichtung nach Hause geht, sagt er, dass er nicht mehr an die Gerechtigkeit glaube.

## Hintergrund
Giovanni verstand seinen Film als Plädoyer gegen die Todesstrafe, die in Frankreich zum letzten Mal 1977 durch die Guillotine vollstreckt wurde – 1981 wurde sie dort gesetzlich abgeschafft. Der Regisseur selbst war in seiner Jugend mit einer Bande an Raubfällen beteiligt, bei denen drei Menschen ermordet wurden. Giovanni wurde zum Tode verurteilt und dank des Engagements seines Vaters begnadigt. Anschließend saß er wie die Hauptfigur des Films zehn Jahre lang in Haft. Viele von Giovannis Filmen sind von seinen eigenen Erfahrungen geprägt und enden mit einer Hinrichtung. In einer Nebenrolle tritt der junge Gérard Depardieu auf.
2014 erschien unter dem Titel La voie de l’ennemi eine Neuverfilmung mit Forest Whitaker und Harvey Keitel.

## Kritiken
„Giovannis starbestückter Film bietet effektvolle Unterhaltung, läßt es aber in der engagierten Kritik an Strafvollzug, Polizeimentalität, Rechtsprechung und Todesstrafe an Gründlichkeit und Präzision fehlen“, urteilte das Lexikon des internationalen Films. Für Prisma war Endstation Schafott „[e]in beklemmender und packender Mix aus Sozialkrimi und Gangsterfilm, der als minutiös beobachtete Fallstudie angelegt ist“. Der Film weise eine „genaue Figurenzeichnung“ auf, die ihn „langsam aber stetig“ spannender mache.

## Synchronisation
| Rolle                 | Darsteller        | Synchronsprecher   |
| --------------------- | ----------------- | ------------------ |
| Gino Strabliggi       | Alain Delon       | Christian Brückner |
| Germain Cazeneuve     | Jean Gabin        | Klaus W. Krause    |
| Inspektor Goitreau    | Michel Bouquet    | Hans Korte         |
| Lucie                 | Mimsy Farmer      | Uschi Wolff        |
| Evelyne Cazeneuve     | Cécile Vassort    | Marion Hartmann    |
| Frédéric Cazeneuve    | Bernard Giraudeau | Jürgen Clausen     |
| Marcel                | Victor Lanoux     | Günther Ungeheuer  |
| Chef der Druckerei    | Guido Alberti     | Erik Jelde         |
| Verteidigerin Baudard | Malka Ribowska    | Christa Berndl     |
| Staatsanwalt          | Jacques Monod     | Günther Sauer      |
| Richter               | Jacques Rispal    | Fred Klaus         |
| Gefängnisdirektor     | Armand Mestral    | Herbert Weicker    |
| Vautier, Nachbar      | Robert Castel     | Erich Ebert        |
| Arzt                  | Patrick Lancelot  | Manfred Seipold    |
| Polizeichef           | Pierre Collet     | Harry Kalenberg    |